# Zławieś Wielka (gemeente)
De gemeente Zławieś Wielka is een landgemeente in het Poolse woiwodschap Koejavië-Pommeren, in powiat Toruński.
De zetel van de gemeente is in Zławieś Wielka.
Op 30 juni 2004 telde de gemeente 11 022 inwoners.

## Oppervlakte gegevens
In 2002 bedroeg de totale oppervlakte van gemeente Zławieś Wielka 177,53 km², waarvan:
- agrarisch gebied: 63%
- bossen: 23%

De gemeente beslaat 14,44% van de totale oppervlakte van de powiat.

## Demografie
Stand op 30 juni 2004:
| Omschrijving                   | Totaal | Totaal | Vrouwen | Vrouwen | Mannen | Mannen |
| ------------------------------ | ------ | ------ | ------- | ------- | ------ | ------ |
| eenheid                        | aantal | %      | aantal  | %       | aantal | %      |
| inwoners                       | 11 022 | 100    | 5549    | 50,3    | 5473   | 49,7   |
| bevolkingsdichtheid (inw./km²) | 62,1   | 62,1   | 31,3    | 31,3    | 30,8   | 30,8   |

In 2002 bedroeg het gemiddelde inkomen per inwoner 1287,89 zł.

## Administratieve plaatsen (sołectwo)
Cegielnik, Cichoradz, Czarne Błoto, Czarnowo, Górsk, Gutowo, Łążyn, Pędzewo, Przysiek, Rozgarty, Rzęczkowo, Siemoń, Skłudzewo, Stary Toruń, Toporzysko, Zarośle Cienkie, Zławieś Mała, Zławieś Wielka.
Zonder de status sołectwo : Błotka.

## Aangrenzende gemeenten
Bydgoszcz, Dąbrowa Chełmińska, Łubianka, Łysomice, Solec Kujawski, Toruń, Unisław, Wielka Nieszawka